# Brassodiacrium
× Brassodiacrium, (abreviado Bdia) en el comercio, es un híbrido intergenérico entre los géneros de orquídeas Brassavola × Diacrium. Fue publicado en Orchid World 6: 62 (1916).